# Fältskär

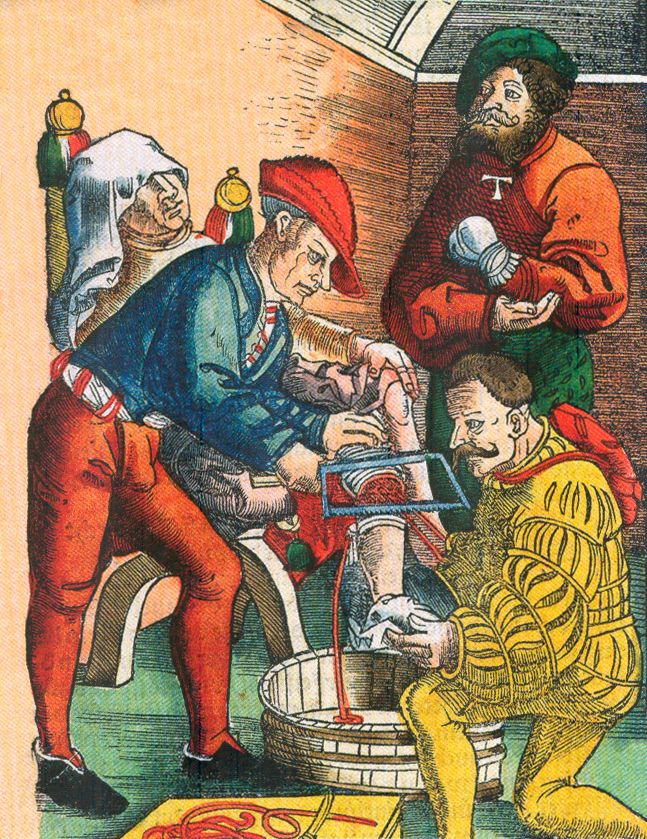
En fältskär genomför en amputation. Gravyr från 1540.

Fältskär (tidigare även bardskärare) är en mycket gammal yrkestitel för en hantverksmässigt utbildad kirurg.

## Historisk bakgrund
Under medeltiden började barberare, vid sidan av sin egentliga verksamhet, även utöva kirurgi och denna verksamhet fick snart ordnade former med bildandet av egna skrån och formell utbildning. Det började i södra Europa, men redan omkring 1500 fanns i Norden etablerade skrån med de vanliga graderna lärling, gesäll och mästare för vilka formella prov avlades. Det fanns ett behov hos befolkningen av dessa tjänster och antalet medicinskt utbildade läkare var mycket litet. Speciellt under de många krigen på 1500–1800-talen blev efterfrågan på kirurgi (amputationer, böldskärning etcetera) särskilt stor. Från början av 1800-talet blev de vetenskapligt utbildade läkarna med kirurgisk kunskap fler och denna utbildning tog successivt över från skråväsendets, men utövarna behöll den etablerade yrkestiteln fältskär, även utanför militära sammanhang.
En annan gammal titel för fältskär var bardskär eller bardskärare (efter tyskans bart = skägg).
Under 1700-talet kallades fältskären vid de olika svenska regementena för Regementsfältskär och till sin hjälp hade han en gesäll. Regementsfältskären hade bl.a. en fältkista med tillhörande läderväskor att ha med sig vid aktionen varuti instrumenter och medikamenter förvaras kan, en instrumentlåda, ett tält och en fältskärsvagn. Regementsfältskären och gesällen hade även varsin ridhäst och fältskären 4 trossklippare (hästsort) enligt kvartersordningen år 1710. Förutom de kirurgiska instrumenten, plåsterduk och annat hade regementsfältskären med sig mängder med medikamenter mot diverse åkommor.

## Fältskär i dag
I Sverige var den hantverksorganiserade utbildningen erkänd och övervakad av Medicinalstyrelsen, men efter den 31 mars 1898 har inga prov avlagts och i dag finns inte yrket längre i Sverige.
Det finns dock ännu i flera länder en formell, vetenskapligt grundad, högre utbildning till fältskär och även yrkestiteln är oförändrad. Verksamheten är begränsad till mindre kirurgiska ingrepp och ett mindre omfattande medicinskt arbetsfält än det som täcks av läkarkåren.
En gammal kvarleva från tiden då kirurger var hantverkare och läkare var akademiskt utbildade finns än i dag i England där kirurgläkare ofta tilltalas Mister och övriga läkare med Doctor.
I Ryssland används fortfarande titeln fältskär (ryska: фельдшер; feldsjer) för en högre utbildad sjuksköterska, strax under läkares nivå.